# Turbonilla gilli
Turbonilla gilli är en snäckart som beskrevs av Dall och Bartsch 1907. Turbonilla gilli ingår i släktet Turbonilla och familjen Pyramidellidae.

## Underarter
Arten delas in i följande underarter:
- T. g. gilli
- T. g. delmontensis